# Нормалізація звуку
Нормалізація звуку — процес вирівнювання частотних характеристик при студійному звукозаписі на магнітний носій. Корекція необхідна, оскільки процес намагнічування покриття плівки відбувається нерівномірно стосовно спектру аудіочастот. Якщо не проводити корекцію, навіть перше відтворення запису буде звучати не схоже на оригінал.
У цифровому звукозаписі під нормалізацією звуку розуміється процес вирівнювання гучності звукового сигналу щодо будь-якого стандарту, наприклад гучності іншого звукового сигналу.

## Способи нормалізації

### Пікова нормалізація
Це спосіб нормалізації, при якому рівень звукового сигналу підіймається до максимально можливого значення для цифрового звуку без появи спотворень. В даному випадку орієнтиром служить рівень його найвищого піку. Цей спосіб дозволяє повністю виключити кліппінг, однак, якщо в звуковому файлі є хоча б один пік, сильно виділяється із загальної сигналограми звукового сигналу, то нормалізація за його рівнем може привести до того, що звуковий сигнал залишиться досить тихим, хоч і звук, на який орієнтувалися при нормалізації буде цілком гучним. Величина звуку при даному способі зазвичай вимірюється у відсотках.

### RMS нормалізація (нормалізація гучності)
Нормалізація за середньоквадратичним значенням рівня звуку в файлі. Повна протилежність піковій нормалізації. При цьому способі величина звуку вимірюється в децибелах. Для людського вуха цей спосіб підходить найбільше, однак при великих значеннях гучності можливий кліппінг. Щоб від нього повністю позбутися, фахівці рекомендують нормалізувати звук до значення в 89 децибел, однак для деяких сучасних слухачів воно може здатися занадто тихим. Також слід враховувати, що якщо звукові файли мають різний динамічний діапазон, то на слух вони можуть звучати не однаково голосно навіть з однаковими значеннями RMS.

## Стандарти гучності
Стандартний контрольний рівень нормалізації гучності залежить від місцезнаходження та застосування.
- —24  LUFS: ATSC A85 (американське телебачення), NPRSS і PRX
- —23  LUFS: трансляція EU R128
- —14  LUFS: Spotify, Youtube та інші потокові платформи